# Eva Lys
Eva Lys (Kiev, 12 gennaio 2002) è una tennista tedesca.
Ha raggiunto il 19 maggio 2025 la miglior posizione in singolare raggiungendo la 59ª posizione mondiale, e il 21 novembre 2022 la 768ª posizione in doppio.

## Biografia

### Origini
Eva è nata a Kiev, in Ucraina. Suo padre, Vladimyr Lys, è stato un giocatore di tennis che ha rappresentato l'Ucraina in Coppa Davis, ed attualmente svolge il ruolo di allenatore ad Amburgo. Eva Lys ha una sorellastra più grande, Lisa Matviyenko, anch'essa tennista professionista. Ha frequentato la Sportgymnasium Alter Teichweg ad Amburgo, nella quale si sono diplomati anche Marvin Möller e Carina Witthöft. La sua famiglia vive ancora a Kiev, e dopo gli eventi dell'invasione russa dell'Ucraina del 2022 si è lamentata di alcuni atteggiamenti che hanno assunto alcuni tennisti russi.

### Carriera
Eva Lys ha iniziato la sua carriera professionistica partecipando principalmente al circuito ITF, dove ha conquistato tre titoli in singolare. Il suo debutto nel circuito WTA è avvenuto nel 2021 al torneo di doppio del Hamburg European Open, seguito nel 2022 dal debutto in singolare al Porsche Tennis Grand Prix di Stoccarda. In quest'ultimo torneo, ha superato le qualificazioni e ha ottenuto una vittoria significativa contro Viktorija Golubic al primo turno, prima di essere sconfitta dalla numero uno del mondo, Iga Świątek, nel secondo turno.  
Nel 2023, Lys ha fatto il suo debutto in un torneo del Grande Slam all'Australian Open, dove è stata eliminata al primo turno. Tuttavia, ha ottenuto la sua prima vittoria in un Grande Slam allo US Open dello stesso anno, raggiungendo il secondo turno. Ha inoltre raggiunto la sua prima semifinale WTA al Transylvania Open in Romania. 
Il 2025 ha segnato un punto di svolta nella carriera di Lys. Dopo essere stata eliminata nelle qualificazioni dell'Australian Open, è entrata nel tabellone principale come "lucky loser" a causa del ritiro di un'altra giocatrice. Ha colto questa opportunità avanzando fino agli ottavi di finale, diventando la prima "lucky loser" a raggiungere questo traguardo nell'era Open dell'Australian Open. Durante il torneo, ha ottenuto vittorie notevoli contro Kimberly Birrell, Varvara Gracheva e Jaqueline Cristian, prima di essere sconfitta nuovamente da Iga Świątek. Questo risultato le ha permesso di entrare per la prima volta nella top 100 del ranking WTA. 
Successivamente, Lys ha continuato a mostrare progressi nei tornei WTA 1000, ottenendo la sua prima vittoria in questa categoria al Dubai Championships contro Irina-Camelia Begu. Al 31 marzo 2025, ha raggiunto la sua posizione più alta nel ranking WTA, classificandosi al numero 70 e diventando la tennista tedesca con il ranking più alto in quel momento. 
Oltre ai suoi successi professionali, Lys ha affrontato sfide personali significative. Nel 2020, le è stata diagnosticata una malattia autoimmune reumatica, la spondiloartrite, che ha influenzato la sua carriera sportiva. Nonostante questa condizione, ha continuato a competere ad alti livelli, dimostrando determinazione e resilienza.

## Statistiche ITF

### Singolare

#### Vittorie (3)
| Torneo $100.000 (0) |
| Torneo $80.000 (0)  |
| Torneo $60.000 (1)  |
| Torneo $25.000 (2)  |
| Torneo $15.000 (0)  |

| N. | Data            | Torneo                                 | Superficie    | Avversaria in finale      | Score         |
| 1. | 1º marzo 2020   | Altenkirchen Ladies Open, Altenkirchen | Sintetico (i) | Bibiane Schoofs           | 6-2, 6-4      |
| 2. | 30 ottobre 2021 | Republican Girls, Istanbul             | Cemento (i)   | Indy de Vroome            | 6-3, 7-6(4)   |
| 3. | 16 ottobre 2022 | Empire Women's Indoor, Trnava          | Cemento (i)   | Anna Karolína Schmiedlová | 6-2, 4-6, 6-2 |

#### Sconfitte (1)
| Torneo $100.000 (1) |
| Torneo $80.000 (0)  |
| Torneo $60.000 (0)  |
| Torneo $25.000 (0)  |
| Torneo $15.000 (0)  |

| N. | Data            | Torneo                               | Superficie  | Avversaria in finale | Score    |
| 1. | 6 novembre 2022 | GB Pro-Series Shrewsbury, Shrewsbury | Cemento (i) | Markéta Vondroušová  | 5-7, 2-6 |

## Statistiche contro giocatrici Top 10

### Testa a testa
Le tenniste in grassetto sono le giocatrici in attività. Nella tabella riportata sono segnati i migliori piazzamenti nella classifica mondiale WTA; le giocatrici possono aver occupato una posizione diversa al momento dell'incontro.
| Giocatrice                     | Vittorie–Sconfitte | V–S % | Cemento   | Terra rossa | Erba      | Ultimo incontro                                  |
| Numero 1 del ranking mondiale  |                    |       |           |             |           |                                                  |
| Iga Świątek                    | 0–2                | 0%    | 0–1       | 0–1         | –         | Perso (0-6, 1-6) Australian Open 2025            |
| Numero 2 del ranking mondiale  |                    |       |           |             |           |                                                  |
| Vera Zvonarëva                 | 1–0                | 100%  | 1–0       | –           | –         | Vinto (6-4, 6-1) Miami Open 2023                 |
| Paula Badosa                   | 0–1                | 0%    | –         | –           | 0–1       | Perso (1-6, 3-6) Berlin Ladies Open 2025         |
| Numero 3 del ranking mondiale  |                    |       |           |             |           |                                                  |
| Elena Rybakina                 | 0–1                | 0%    | –         | 0–1         | –         | Perso (6(3)-7, 2-6) Internazionali d'Italia 2025 |
| Numero 4 del ranking mondiale  |                    |       |           |             |           |                                                  |
| Caroline Garcia                | 0–1                | 0%    | –         | 0–1         | –         | Perso (6-4, 5-7, 2-6) Open di Francia 2024       |
| Jessica Pegula                 | 0–1                | 0%    | –         | 0–1         | –         | Perso (2-6, 2-6) Madrid Open 2025                |
| Jasmine Paolini                | 0–2                | 0%    | 0–1       | 0–1         | –         | Perso (2-6, 1-6) Stuttgart Open 2025             |
| Numero 5 del ranking mondiale  |                    |       |           |             |           |                                                  |
| Jeļena Ostapenko               | 0–1                | 0%    | 0–1       | –           | –         | Perso (6-2, 3-6, 2-6) China Open 2023            |
| Numero 6 del ranking mondiale  |                    |       |           |             |           |                                                  |
| Markéta Vondroušová            | 0–1                | 0%    | 0–1       | –           | –         | Perso (5-7, 2-6) GB Pro-Series Shrewsbury 2022   |
| Numero 9 del ranking mondiale  |                    |       |           |             |           |                                                  |
| CoCo Vandeweghe                | 1–1                | 50%   | 1–1       | –           | –         | Vinto (6-0, 6-2) US Open 2023                    |
| Numero 10 del ranking mondiale |                    |       |           |             |           |                                                  |
| Kristina Mladenovic            | 1–0                | 100%  | –         | –           | 1–0       | Vinto (6-0, 7-5) Torneo di Wimbledon 2023        |
| Totali                         | 3–11               | 21%   | 2–5 (29%) | 0–5 (0%)    | 1–1 (50%) | Aggiornato al 20 giugno 2025                     |